# イマジナリーフレンド (曲)
「イマジナリーフレンド」は、eddaの楽曲。2019年12月11日にColourful Recordsより配信限定シングルとして発売された。

## 概要
3か月連続リリースの第3弾にあたる作品。
作詞と作曲はedda、編曲は湯浅篤が手掛けたもので、本作の短編アニメーションと配信ジャケットはイケガミヨリユキが手掛けた。

## 収録曲
1. イマジナリーフレンド
主人公が子供のころに見えていた「空想の友達」をテーマとした楽曲で、大人になるにつれて友達に自分の姿が見えなくなる寂しさや大人になっていくことへの前向きなエールを表現している[1]。
楽曲の制作にあたり、eddaはYahoo!知恵袋でイマジナリーフレンドを持つ人物の意見を調べており、それらから得たモチーフを基に構築された[2][3]。
2ndフル・アルバム『いつかの夢のゆくところ』で、アルバム初収録となった[4]。

## 収録アルバム
- いつかの夢のゆくところ